# MDC (magyar együttes)
Az MDC egy magyarországi pop-rock zenekar Budapestről. A jelenlegi tagok: Bátori Miklós (ének), Kiss Dániel (gitár) és Lapis Botond (gitár, vokál).

## Történet
A zenekar két alapító tagja Bátori Miklós és Kiss Dániel egyetemi tanulmányaik során ismerkedtek meg egymással, akikhez egy közös ismerős ajánlásával csatlakozott a harmadik tag, Lapis Botond.
A három tagú felállás célja elsősorban az volt, hogy ismert pop dalokat dolgozzanak fel két akusztikus gitár, egy ének és egy vokál hangszerelésben.
Az első próbák után kiderült, hogy a 2013-as X-Faktorban volt lehetőség zenekari formációban is indulni, így az MDC is nevezett. A kitartó felkészülés meghozta gyümölcsét, a zenekar a 12. helyen végzett a tehetségkutató versenyben.
A műsorból való kiesés után még aktívabban működő zenekar lehetőséget kapott első saját daluk bemutatására (Te se vagy más) az X-Faktor napon és a műsor fináléjában felcsendülő Top 12 versenyző által előadott közös nyitódal megírására (Az élet vár).
2014 elejétől az MDC-vel a közönség vidéki nagyvárosok színpadán és budapesti klubokban is találkozhatott egyéni, illetve Szikora Robi és a Csapatok turné keretein belül.
2014 májusában megjelent első videóklipjük Szabadulj el] címmel, melyet a magyar zenecsatornák magas rotációban kezdtek el játszani, és a VIVA televízió magyar ranglistájának első helyét több hétig sikerült megtartania, emellett hallható volt több vidéki rádió műsorán is.
2014 őszén megjelent második videóklipjük, Te se vagy más című dalukhoz, amelyet a legtöbb zenecsatorna ismét magas rotációban játszik.
A Dal 2015 című műsorban a csapat bekerült a legjobb 30 előadó közé, Maniac című dalukkal.
2015-ben a Strandkézilabda Eb Budaörsön rendezett döntőjének ők írták a dalát Fair Play címen. Az együttműködés részeként a zenekar 2018-ig, az évente megrendezésre kerülő Európa tornán, élőben is előadta a dalt, az esemény nyitó- és záróünnepségén.
2016-ban jelent meg első nagylemezük Edge of the night címmel, melyen korábbi valamint új dalok is helyet kaptak. Ugyanebben az évben megkapták az Olimpiai Bizottság Fair Play különdíját, a díjjal azonos című dalukért.
2018 Áprilisától a zenekar kisebb stílusváltás után, havonta új dalokat jelentet meg. Ennek első állomása az “Éjjel” amit további négy új dal követett (“Itthon vagy, Mindenség, Látomás és Sambara”)
2020-ban bekerültek A Dal 2020 műsorába, új dalukkal, melynek címe “Más világ”.

## Tagok
| (2013-) | Bátori Miklós – ének Lapis Botond – gitár, vokál Kiss Dániel – gitár |

Vendég (session) zenészek:
| (2014-2016) | Sánta Dániel – dob, ütős hangszerek, |
| (2014-)     | Paczári Viktor – basszusgitár        |
| (2016-2017) | Bertók Bence – dob                   |
| (2017-)     | Sánta Dániel – cajon                 |
| (2017-)     | Szabó Misu – dob                     |
| (2017-)     | Demko Mátyás -billentyű              |

## Diszkográfia

### Dalok
- Te se vagy más (Fehér Attila – Molnár Tamás) – 2013
- Az élet vár (Fehér Attila – Bátori Miklós) -2013
- Szabadulj el (Fehér Attila – Molnár Tamás) – 2014
- Maniac (Lapis Botond, Fehér Attila – Kasai Jnoffin) – 2015
- Fair Play (Kolozsvári Tamás, Fehér Attila – Kasai Jnoffin) – 2015
- Edge of the night (Fehér Attila – Kasai Jnoffin) – 2016
- Jelenem (Lapis Botond, Bátori Miklós, Kiss Dániel, Fehér Attila, Siklósi Örs) – 2016
- Gondold át (Lapis Botond, Fehér Attila, Kiss Dániel, Bátori Miklós, Moon) – 2016
- Ne várj! (Lapis Botond, Fehér Attila, Kiss Dániel, Bátori Miklós) – 2016
- Vízió (Lapis Botond, Bátori Miklós, Kiss Dániel) – 2017
- U Are (Lapis Botond, Bátori Miklós, Kiss Dániel, Herbert Shaw) – 2017
- Itthon vagy (Mihalik Ábel, Siklósi Örs) – 2018
- Éjjel (Kiss Dániel, Lapis Botond, Demko Mátyás, Bátori Miklós, Siklósi Örs, Mihalik Ábel) – 2018
- Mindenség (Lapis Botond, Bátori Miklós, Kiss Dániel, Siklósi Örs) – 2018
- Látomás (Lapis Botond, Bátori Miklós, Kiss Dániel, Mihalik Ábel, Siklósi Örs) – 2018
- Sambara (Lapis Botond, Bátori Miklós, Kiss Dániel, Siklósi Örs, Mihalik Ábel) – 2018
- Más világ (Demko Mátyás, Siklósi Örs, Bátori Miklós) – 2020

### Videóklipek
- Te se vagy más (Rendező: Jimy J. Hollywood)
- Szabadulj el (Rendező: Jimy J. Hollywood, Eredmény: Viva TV, Magyar Ranglista 1. hely)
- Maniac (Rendező: Jimy J. Hollywood, Eddigi legjobb eredmény: Viva TV 9. hely))
- Fair Play (Rendező: Jimy J. Hollywood)